# Cascatas de Derna
As Cascatas de Derna (em árabe: شلال درنة) são uma queda de água de água fresca nas montanhas de Montanha Verde, a sul da cidade de Derna, no norte da região da Cirenaica, no leste da Líbia. As cataratas têm uma queda de 20 metros (70 pés). Situam-se a cerca de 7 km do centro de Derna, no distrito do mesmo nome.